# Franciszek I Sforza

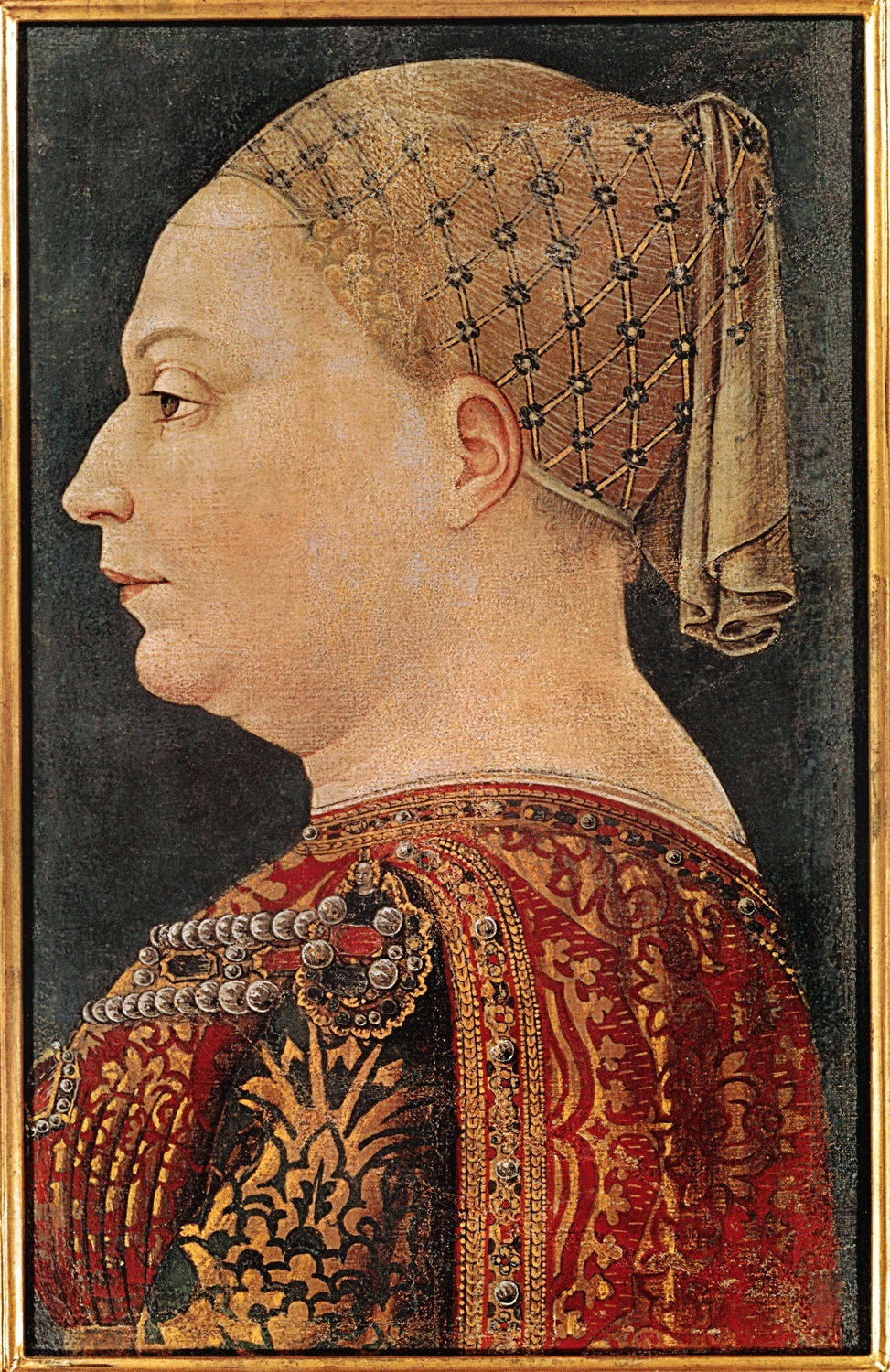
Bianka Maria Visconti

Franciszek I Sforza, Francesco I Sforza (ur. 23 lipca 1401, zm. 8 marca 1466) – książę Mediolanu w latach 1450–1466, pierwszy władca z dynastii Sforzów, gonfaloniere papieski.
Był jednym z siedmiu nieślubnych dzieci Muzia Attendolo Sforzy, założyciela rodziny Sforzów i Lucii Torsano. Podobnie jak ojciec w początkach kariery był kondotierem. Drogą mariaży doszedł do znaczenia i bogactwa.

## Władza
W roku 1427 Francesco Sforza zaofiarował usługi kondotierskie ostatniemu przedstawicielowi panującej w Mediolanie rodziny Viscontich, Filippowi Marii Viscontiemu. Księstwo Mediolanu znajdowało się wówczas w sytuacji zagrożenia ze strony Republiki Weneckiej, Państwa Kościelnego i Florencji. Sprawę komplikował brak męskiego potomka, który mógłby objąć panowanie w obrębie dotychczasowego rodu. Francesco wykorzystał fakt ciągłych klęsk Viscontiego i w obliczu bezpośredniego zagrożenia Mediolanu oznajmił gotowość obrony miasta, pod warunkiem oddania mu za żonę córki księcia Mediolanu – Bianki Marii.
Ślub per procura odbył się w roku 1431, z zastrzeżeniem, że małżeństwo zostanie skonsumowane, dopiero gdy małżonka przyjmie względy męża. Gdy stosunki Viscontiego z sąsiadami zaczęły układać się pomyślniej, Sforza został usunięty z miasta w 1433 roku. Wstąpił wtedy na służbę Wenecjan i zaatakował Księstwo Mediolanu. Przestraszony Visconti zgodził się w roku 1441 na konsumpcję małżeństwa.

## Potomstwo
Franciszek i Bianka Maria mieli ośmioro dzieci:
- Galeazza Marię (1444–1476), księcia Mediolanu
- Hippolitę Marię (1446–1488), żonę Alfonsa II, króla Neapolu
- Filipa Marię (1445–1492), hrabiego Korsyki i Pawii
- Sforzę Marię (1449–1479), księcia Bari
- Ludwika, nazywanego il Moro (1452–1508), księcia Mediolanu
- Elżbietę Marię (1453–1472), żonę Wilhelma VIII, markiza Montferrat
- Ascanio Marię (1455–1505), biskupa Pawii, Cremony i Pesaro
- Oktawiana Marię (1458–1477), hrabiego Lugano

Filippo Visconti zmarł w roku 1447. W tym czasie Francesco Sforza przebywał w Marche. 14 sierpnia 1447 roku w Mediolanie proklamowano Republikę Ambrozjańską, jednak po początkowym poparciu, mediolańczycy szybko rozczarowali się do tej formy ustroju. Spowodowały to: brak podstawowych środków utrzymania, nieudolne rządy, korupcja, ciągłe zamieszki. 23 lutego 1450 roku szlachta oficjalnie przekazała władzę nad Mediolanem Sforzy, który od dłuższego czasu przebywał z wojskiem w pobliżu. 27 lutego Francesco wkroczył na czele swoich oddziałów do miasta.

### Księstwo
W czasie szesnastoletniego panowania Sforza prowadził pokojową politykę. Jego rządy charakteryzował długotrwały pokój i ciągły wzrost dobrobytu. Jego czasowe zatargi, głównie z papieżem, nie prowadziły do konfliktów zbrojnych.

## Kultura
W zbiorach Biblioteki Narodowej w Warszawie znajduje się egzemplarz Sforziady, drukowanej książki z końca XV poświęconej Franciszkowi, a zamówionej przez jego syna, Ludwika. W dziele zamieszczona jest kolorowa miniatura autorstwa Giovanniego Pietro Birago, przedstawiająca Franciszka.